# Рекена
Рекена (шп. Requena) град је у Шпанији у аутономној заједници Валенсијанска Заједница у покрајини Валенсија. Према процени из 2017. у граду је живело 20 510 становника.

## Становништво
Према процени, у граду је 2017. живело 20 510 становника.
| 2017.  |
| ------ |
| 20.510 |